# Tolpiodes
Tolpiodes é um gênero de traça pertencente à família Arctiidae.